# Jerry Pettis
Jerry Lyle Pettis (Phoenix, 18 luglio 1916 – Banning, 14 febbraio 1975) è stato un politico statunitense, membro della Camera dei Rappresentanti per lo stato della California dal 1967 al 1975.

## Biografia
Nato a Phoenix, Pettis frequentò la University of Southern California e l'Università di Denver e in seguito divenne imprenditore. Prestò servizio nelle United States Army Air Forces durante la seconda guerra mondiale e fu pilota della United Airlines.
Nel 1967 Pettis venne eletto deputato alla Camera dei Rappresentanti con il Partito Repubblicano e negli anni successivi fu riconfermato dagli elettori per altri tre mandati, fin quando nel 1975 morì improvvisamente in un incidente aereo.
In seguito alla sua scomparsa, sua moglie Shirley si candidò per il suo seggio al Congresso e risultò eletta con una larga maggioranza di voti.